# 1969年バレーボール女子北中米選手権
1969年バレーボール女子北中米選手権（1969 Women's NORCECA Volleyball Championship）は、1969年にメキシコのメキシコシティで開催された、北中米バレーボール連盟主催の第1回バレーボール北中米選手権女子大会。
出場国は7カ国。メキシコが初優勝を飾った。

## 出場国
- カナダ
- キューバ
- ハイチ
- メキシコ
- パナマ
- プエルトリコ
- アメリカ合衆国

## 最終結果
| 1969年女子北中米選手権優勝国 |
| ---------------------------- |
| · メキシコ · 初優勝          |

| 順位 | 国             |
| ---- | -------------- |
| 1    | メキシコ       |
| 2    | キューバ       |
| 3    | アメリカ合衆国 |
| 4    | カナダ         |
| 5    | プエルトリコ   |
| 6    | ハイチ         |
| 7    | パナマ         |